# 소니 엑스페리아 E1
소니 엑스페리아 E1(Sony Xperia E1)은 소니 모바일 커뮤니케이션스에서 제조/판매하는 안드로이드 스마트폰이다.
2014년 1월 6일 독일에서 열린 소비자 가전 전시회 2014 (CES 2014)에서 공개하여, 2014년 3월 글로벌모델을 시작으로 6월과 7월 사이 대한민국과 일부 추가적인 국가들에 출시되었다.

## 디자인
배터리는 탈착형으로, 상단에 플래시가 없이 카메라와 2차 마이크, 중단에 SONY 로고, 하단에 음각으로 새겨진 XPERIA 로고와 스피커가 달려있다. 기존의 옴니밸런스 디자인의 엑스페리아 휴대폰에 달려있던 반셔터 지원 카메라키는 없는 대신, 상단에 워크맨 키를 추가하였다.

### 색상
- 블랙
- 화이트
- 퍼플

## 특수 기능

### 워크맨 기능
xLOUD, Clear Bass, Clear Phase 기술로 깨끗한 음질의 소리를 내는 것이 가능하다. 또한, 뒷면의 대형 스피커로 100db까지의 큰 소리를 내는 것이 가능하다.

## 변종
| 모델명         | 모델 고유번호 | 비고  |
| -------------- | ------------- | ----- |
| Xperia E1      | D2004         | [ 2 ] |
| Xperia E1      | D2005         | [ 2 ] |
| Xperia E1      | D2114         | [ 2 ] |
| Xperia E1 Dual | D2104         | [ 2 ] |
| Xperia E1 Dual | D2105         | [ 2 ] |

## 기타
2014년 7월 2일, 소니코리아는 자급제 형식으로 16만 5천원에 엑스페리아 E1 제품을 공개하였다.
배터리는 탈착형이지만 1개 밖에 동봉되어있지않다.
멀티터치는 2점밖에 지원되지 않는다.

## 같이 보기
- 소니 엑스페리아 E